# Poema/processo

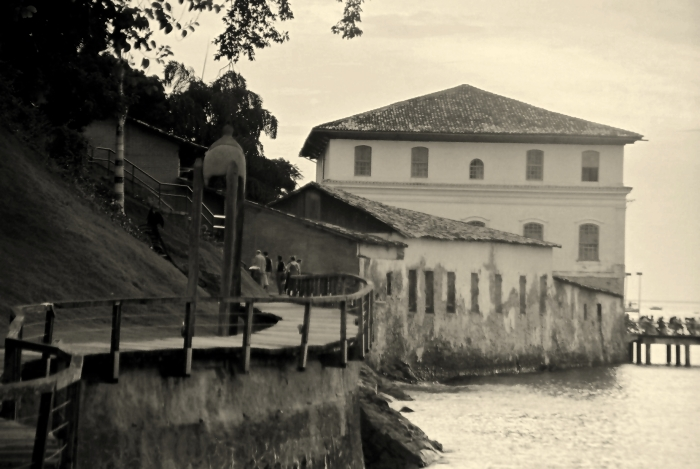
Museu de Arte Moderna da Bahia, local da 4ª Exposição Nacional de Poema Processo

 O poema/processo é um movimento artístico/cultural iniciado na década de 1960, originado do movimento cultural denominado Intensivismo (de mato grosso), que se desenvolveu em paralelo com o concretismo,tendo o poeta Wlademir Dias-Pino como seu principal incentivador. 
Lançado simultaneamente em Natal e no Rio de Janeiro por Moacy Cirne, Wlademir Dias-Pino, Álvaro de Sá, Neide Dias de Sá, Anselmo Santos, Dailor Varela, Anchieta Fernandes, Falves Silva, Nei Leandro de Castro, Sanderson Negreiros, Pedro Bertolino, Hugo Mund Jr. dentre outros. Em seguida, Joaquim Branco, Sebastião Carvalho, José Arimathéa, Ronaldo Werneck e, mais tarde, Jota Medeiros, Bianor Paulino, Juliano Lobato , com seus Poemas Sem Palavras, e Almandrade, se incorporaram ao movimento com seus poemas semiótico-gráfico-visuais, além dos projetos semântico-verbais.
O primeiro texto-manifesto foi publicado em abril de 1968 na 4ª Exposição Nacional de Poema Processo no Museu de Arte Moderna da Bahia, lançando as idéias que norteariam a prática e teoria do grupo: criar um objeto artístico reprodutível que atendesse às necessidades de informação e comunicação das massas, pautado pela lógica do consumo imediato. O sentido da palavra "poema" é tão ampliado que pode denominar uma passeata ou outra performance coletiva (desde que criada e executada com o propósito de ser uma performance artística), bem como um objeto gráfico desprovido de letras ou palavras (composto por signos, sinais, símbolos ou ícones visuais). A produção atual do Poema/Processo é protegida como patrimônio imaterial por lei específica, Projeto de Lei Nº 688/08, promulgada no estado de Mato Grosso como Lei Ordinária 9244/2009, proposta pelo deputado estadual Alexandre César e sancionada pelo então Governador Blairo Maggi. 